# Birth Control
Birth Control – niemiecki zespół grający art rock, rock progresywny i Krautrock. Założony został w 1966 roku przez Reinholda Sobottę (organy), Bernda Koschmiddera (gitara basowa), Rolfa Gurrę (saksofon, wokale), Reinera Borcherta (gitara), Hugo Egona Baldera (perkusja) oraz Klausa Orso (gitara).

## Historia

### Początki (1966-1970)
Nazwa zespołu została wybrana w reakcji na papieską encyklikę Humanae vitae związaną z tematem antykoncepcji wydaną przez papieża Pawła VI. Zespół grał głównie instrumentalnie, jazz-rockowe interpretacje utworów takich grup jak: Brian Auger, Graham Bond. Podczas niektórych występów na żywo grupie towarzyszyli gitarzysta, wokalista oraz trębacz. Ich pierwszy singel, „October” z kompozycją „Freedom”, został wydany przez wytwórnię Amadeo Records w 1969.
Po kilku zmianach personalnych w skład grupy wchodzili: Koschmidder, Sobotta, Bruno Frenzel (gitara) i Bernd Noske (wokale, perkusja). Ten skład zarejestrował album dla wytwórni Metronome, wydany w specyficznym okrągłym opakowaniu, imitującym pudełko z pigułkami antykoncepcyjnymi. Muzyka na tym albumie wciąż oparta jest na jazz rocku (szczególnie część, za której skomponowanie odpowiadał Sobotta), ale nowi członkowie ukierunkowali zespół w stronę bardziej rockowych nurtów. Na płycie znalazł się także cover zespołu The Doors, „Light My Fire”.

### Droga do sławy (1971-1974)
Następny album Operation z 1971 roku jest do dziś jednym z najlepszych niemieckich albumów rockowych. Okładka przedstawia postać-insekta pożerającą niemowlęta oraz papieża podnoszącego rękę w geście błogosławieństwa. W środku rozkładanej okładki namalowani zostali członkowie grupy jako część maszyny zjadającej dzieci. Muzycznie zespół odnalazł własne brzmienie oparte na ciężkich, przesterowanych gitarach oraz instrumentach klawiszowych, przypominające brzmienia takich zespołów jak Spooky Tooth czy Deep Purple. Wszystkie kompozycje skomponował tym razem Frenzel. Album ten stał się ich najlepiej sprzedawanym albumem. Album otwiera utwór „Stop Little Lady”, znalazł się na nim także protest-song „The Work Is Done”, w którym muzycy wykorzystali m.in. motyw z Etiudy „Rewolucyjnej” Chopina.
W 1972 roku wydany został album kompilacyjny Believe in the Pill, wybór z ich poprzednich albumów oraz trzy kompozycje znane dotąd tylko na singlach: „Hope”, „What’s Your Name” i „Believe in the Pill”. Okładka przedstawiała płód leżący w miejskim śmietnisku.
Stała, wysoka sprzedaż i ugruntowana pozycja na rynku muzycznym zaowocowały kontraktem z większą wytwórnią – CBS. Nastąpiły też zmiany w składzie, klawiszowiec Reinhold Sobotta opuścił zespół i został zastąpiony przez Hartmuta Schölgensa. Kilka miesięcy później Schölgensa zastąpił Wolfgang Neuser. Z Neuserem zarejestrowany został album Hoodoo Man, wydany w styczniu 1973. Album zawiera 6 utworów i dalsze postępy w rozwoju unikatowego stylu zespołu. Album, podobnie jak Operation, okazał się przebojem, m.in. za sprawą śmiałych aranżacji gitarowych granych z motywami klawiszy oraz partii improwizowanych.
Zespół miał ambicję, by zyskać popularność na arenie międzynarodowej. Muzycy uważali, że aby osiągnąć ten cel, w zespole potrzeba pewnych zmian. Założyciel grupy Koschmidder odszedł przed długim niemieckim tournée i zastąpiony został przez Petera Föllera. Z kolei Wolfgang Neuser został zmieniony przez Zeusa B. Helda (właśc. Bernd Held) kilka miesięcy potem. Dirk Steffens został zaangażowany na etat drugiego gitarzysty. Zespół w kształcie kwintetu (Noske, Frenzel, Steffens, Held i Föller) zarejestrował album Rebirth (1974), który nie zyskał uznania fanów, ponieważ zespół zwrócił się w stronę tradycyjnego blues rocka. Gitarzysta Steffens odszedł z zespołu i sformował własne autorskie trio.
Pozostała czwórka wybrała się na kolejne niemieckie tournée, czego rezultatem stał się podwójny album koncertowy zatytułowany Live (1974), składający się z 5 utworów z rozwiniętymi partiami instrumentalno-improwizacyjnymi. Do dziś oceniany jest za najlepszą niemiecką rockową płytę koncertową. Album zapakowany był w kontrowersyjną okładkę: muzycy siedzą w limuzynie, ubrani jak amerykańscy gangsterzy z lat 30. XX wieku, uzbrojeni w pistolety maszynowe, strzelający do dziecięcego wózka-spacerówki.

### Kryzys (1975-1984)
Album z 1975 roku, zatytułowany Plastic People, został zaprojektowany jako concept album i był wyrazem starań stworzenia bardziej zróżnicowanego brzmienia na bazie standardowej, przyciążonej progresywnej formuły. Na płycie pojawili się w utworze „My Mind” goście tacy jak: Jochen von Grumbkow (wiolonczela), Christoph Noppeney (altówka) i Friedemann Leinert (flet), wszyscy z zespołu Holderlin. Album ten stał się ich najlepiej sprzedawanym wydawnictwem od czasów Hoodoo Man. Była to też ostatnia płyta nagrana dla CBS.
Album Backdoor Possibilities ukazał się w 1976 roku nakładem innej wytwórni – małej firmy Brain Records. Charakteryzowało nasycenie muzyki jazzem i licznymi wtrętami z muzyki poważnej. Wydawnictwo to zostało odbierane jako zbytnie udziwnianie.
Następny album, Increase z 1977 roku był powrotem do hard rocka, oraz do psychodelicznego surrealizmu. W grupie doszło jednak do przetasowań. Peter Föller został zastąpiony przez Horsta Stachelhausa, a na perkusji zaczął grać Manfred von Bohr, dotychczasowy śpiewający perkusista Noske skoncentrował się wyłącznie na funkcji wokalisty. Popularność zespołu wyraźnie spadała.
21 września 1983 roku jeden ze współzałożycieli kapeli – Bruno Frenzel, zmarł po długiej chorobie. Rok wcześniej zespół wydał album Bäng!. Grupa istniała jeszcze przez pewien czas po śmierci Frenzela, ale w 1984 roku ostatecznie się rozwiązał.

### Reaktywacja (1993-2014, 2016-)
W 1993 roku zespół został reaktywowany i wydał takie albumy jak Condomium (album koncertowy, 1994), Two Worlds (1995), Jungle Life (1996) i Getting There (1998). Muzycy wydawali raczej kolejne płyty koncertowe, niż studyjne.
18 lutego 2014 roku zmarł perkusista i wokalista Bernd Noske, co spowodowało zawieszenie działalności.
W 2016 roku wznowiono działalność w obecnym składzie: Peter Föller (śpiew), Manfred von Bohr (perkusja), Martin Ettrich (gitara), Sascha Kühn (instrumenty klawiszowe) oraz Hannes Vesper (gitara basowa).
5 kwietnia 2018 roku w wieku 67 lat zmarł Wolfgang Neuser, klawiszowiec Birth Control w latach 1972-1973.
3 czerwca 2022 roku ukazał się album studyjny Open Up.

## Skład
- Peter Föller – gitara basowa, śpiew (1973–1977), śpiew, gitara (2016-)
- Manfred von Bohr – perkusja (1977–1980, 2016-)
- Hannes Vesper – gitara basowa, instrumenty klawiszowe (1998–2000, 2002–2014, 2016-)
- Sascha Kühn – instrumenty klawiszowe (1999–2014, 2016-)
- Martin Ettrich – gitara, śpiew, talk box (2011–2014, 2016-)

### Byli członkowie
- Bernd Koschmidder – gitara basowa, śpiew (1966–1973)
- Reinhold Sobotta – instrumenty klawiszowe (1966–1972)
- Rolf Gurra – saksofon, gitara, śpiew (1966–1969)
- Reiner Borchert – gitara (1966–1969)
- Hugo Egon Balder – perkusja (1966-1968)
- Klaus Orso – gitara (1966-1968)
- Fritz Gröger – śpiew, gitara (1968–1969)
- Bernd Noske – perkusja, instrumenty perkusyjne, śpiew (1968–1984, 1993–2014; zmarły 2014)
- Gerd Alsheimer – trąbka (1969)
- Bruno Frenzel – gitara, śpiew (1969–1983; zmarły 1983)
- Peter Richter – śpiew (1970)
- Hartmut Schölgens – instrumenty klawiszowe (1972)
- Wolfgang Neuser – instrumenty klawiszowe (1972–1973; zmarły 2018)
- Zeus B. Held (Bernd Held) – instrumenty klawiszowe, saksofon (1973–1978)
- Dirk Steffens – gitara (1973–1974)
- Horst Stachelhaus – gitara basowa, śpiew (1977–1980, 1993–1998; zmarły 1999)
- Wolfgang Horn – instrumenty klawiszowe (1979–1981)
- Jurgen Goldschmidt – gitara basowa, śpiew (1980–1984)
- Harald Meuer – instrumenty klawiszowe (1981-1982)
- Stefan Linke – gitara, śpiew (1981–1984)
- Ulrich Klein – instrumenty klawiszowe, śpiew (1982–1983)
- Jörg Becker – instrumenty klawiszowe (1983–1984)
- Xaver Fischer – instrumenty klawiszowe (1993–1999)
- Rocco Zodiak (Rolf Klein) – gitara (1993–1995; zmarły 2015)
- Peter Engelhardt – gitara (1995–2011)
- Rainer Wind – gitara basowa (2000–2002)

## Dyskografia

### Albumy studyjne
- 1970 Birth Control
- 1971 Operation
- 1972 Hoodoo Man
- 1973 Rebirth
- 1975 Plastic People
- 1976 Backdoor Possibilities
- 1977 Increase
- 1978 Titanic
- 1980 Count on Dracula
- 1981 Deal Done at Night
- 1982 Bäng
- 1995 Two Worlds
- 1996 Jungle Life
- 1999 Getting There
- 2003 Alsatian
- 2016 Here and Now
- 2022 Open Up

### Albumy koncertowe
- 1974 Live
- 1979 Live 79
- 1994 Condomium
- 2000 Live Abortion
- 2000 Live in Lachendorf
- 2004 Live in Fulda
- 2005 35th Anniversary – Live At Rockpalast
- 2009 We are Family
- 2013 Two Eggs – Two Concerts – The Ultimate Live Collection
- 2015 Live Abortion Plus
- 2018 Live Harmonie Bonn

### Albumy kompilacyjne
- 1972 Believe in the Pill (Best Of Birth Control)
- 1977 The Best Of
- 1978 The Best Of (Vol. 2)
- 1980 Rock on Brain
- 1990 The Very Best Of
- 1996 Definitive Collection
- 2013 Collectors Premium: Jungle Life / Getting There
- 2014 Collectors Premium: Count On Dracula / Deal Done At Night

### Single
- 1969 October / Freedom
- 1970 Hope / Rollin'
- 1970 No Drugs / All I Want Is You
- 1971 The Work Is Done / Flesh And Blood
- 1972 What's Your Name / Believe In The Pill
- 1973 Nostalgia / Kaulstoss
- 1975 Gamma Ray Part 1+2
- 1977 Fall Down / Laugh Or Cry
- 1980 Pick On Me / Limelight
- 1982 The Day Of Doom Is Coming / Nuclear Reactor
- 1982 Nuclear Reactor / Get Ready To Run
- 1990 Gamma Ray '90